# دستغرد (طبس مسينا)
دستغرد (بالفارسية: دستگرد) هي مستوطنة تقع في إيران في قسم طبس مسینا الريفي. يقدر عدد سكانها بـ 1,179 نسمة .